# Totorames

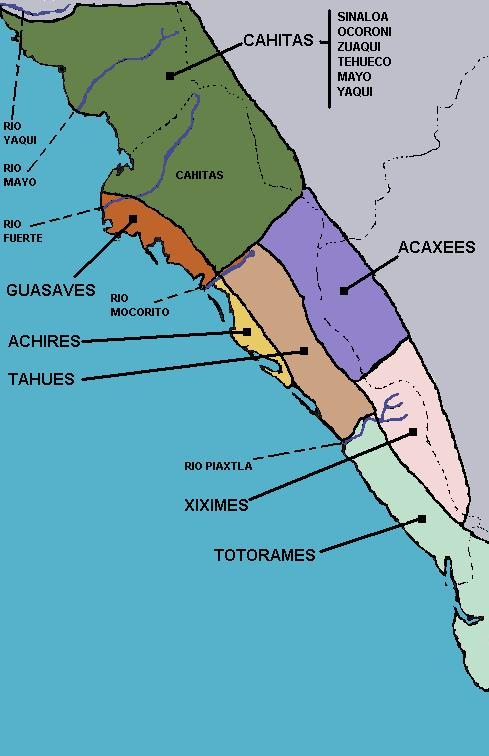
Sinaloa en 1530.

Los totorames es un pueblo indígena precolombino que habitaba el valle y la costa del río Piaxtla al río de las Cañas, en lo que hoy son los municipios de San Ignacio, Mazatlán, Concordia, Rosario y Escuinapa en Sinaloa hasta el río Santiago en el actual estado de Nayarit. Su principal señorío fue Chiametlan, el hoy poblado de Chametla. Alcanzaron sus mayores logros en pétreo, alfarería, agricultura y sobre todo en pesca, pues ya conocían el uso de tapos y la conservación de pescado. Sus cultivos principales fueron el maíz, el frijol y el chile.
Entre sus actividades pesqueras se encontraba la captura de peces y camarón; así como la recolección de almejas, ostiones y patas de mula.
También se dedicaban a la recolección de sal, que cambiaban por otros productos con los pueblos vecinos.
Totorames
	
Los totorames, nación indígena que se extendía desde la costa de Jalisco a las playas de Mazatlán, ocuparon parte del territorio actual del municipio de Rosario. En la parte serrana, colindante con Durango, se localizaban los Tepehuanes, así como los Coras, en la parte limítrofe con el estado de Nayarit.
Número de habitantes	
El pueblo de Matatán, punto de partida del indigenismo sinaloense, cuenta con una población aproximada de 785 habitantes, la cual predomina las personas jóvenes, son pocos los adultos viejos que quedan.
Su población hasta el año de 2003, era de aproximadamente 790 habitantes. Otro punto de referencia histórico es la ciudad de El Rosario. Donde en su mayoría los grupos totorames, para adquirir los beneficios de la nueva comunidad política que se presentaba, adquirieron apellidos de los señoríos de la región quienes ya había emigrado por la casería de extranjeros, debido al triunfo de los liberales sobre los conservadores, por lo que en su mayoría los grupos Totorames adquirieron apellidos como Rodriguez, Alduenda, Ramos, Rivera y Ortiz. Este hecho fue significativo para la región ya que de esta manera lograron una independencia económica pero por sus escasos conocimientos, no lograron mayores cambios para su comunidad.

Los totorames empleaban la lengua Pirome o Pinutl, con afiliación al grupo Cora que procedía del Nahua; físicamente eran de color moreno y bajos de estatura y no mal parecidos.
	
La manera de vestir de los totorames no era diferente a la de los grupos culturalmente avanzados. Las mujeres tejían el algodón con mucha destreza produciendo mantas muy finas con las que se hacían sus vestidos, las mujeres se esmeraban en su arreglo personal, el colorido de sus vestidos era con espléndidos dibujos y la manera de maquillarse era con vivos colores.
Ropa tejida a mano, usaban colores vegetales brillantes para la cara. La ropa usaba era de colores chillantes. En la actualidad la comunidad de Matatán es famosa entre la artesanía sinaloense por usar el tejido de palma y mecate para hacer sillas, mesas y muebles tipo guajotero.
	
Extendieron su zona de influencia cultural hasta Jalisco. Su ubicación geográfica abarcó desde río Piaxtla, Chiametla, Mataren o Matanchén en el estado de Nayarit en toda esta región predominó la cultura Totorame.
Este pueblo sedentario se estableció en un lugar llamado Auchén, el cual abandonaron pronto porque seguido eran atacados por bandas enemigas y las condiciones imperantes de las zonas eran desfavorables, de tal manera que fueron hacia el sur, donde fundaron la comunidad Pueblo Viejo; cerca de ahí se asentaron y nombraron al lugar Izquinapa.
El clima, por su ubicación en la sierra de Sinaloa es cálido, durante los meses de junio y julio son lluviosos. La población de Matatán tenía un gran arroyo y un río que se desbordaban en tiempos lluviosos, pero debido a la creación de una presa, a unos dos kilómetros de dicha comunidad, éstos se han ido secando.
Su población se caracteriza por plantas espinosas, pitayas, mangos, guayabos, ciruelares, papayos, guamuchileras, así como de higueras. Su fauna está compuesta por el nacimiento de pericos verdes en los meses de marzo y abril, así como de otras aves, como las golondrinas, pichihuilas, pichones, etc. En dichas regiones hay mucha afluencia de lagartijas gigantes de colores vibrantes, así como de cascabeles y coralillos, por ser tierra caliente. También existen culebras de rios y arroyos. Existe el encino y pino. También se encuentran fauna como: pato, jaguar, jabalí, venado cola blanca, puma y escorpión.
Servicios públicos (luz, agua, escuelas, hospitales, etcétera)	
Cuenta con el servicio de energía eléctrica, así como una escuela primaria para todos los grados, agua potable, y un centro de salud, aunque el acceso a las medicinas resulta bastante caro, según sus habitantes. En algunas casas cuentan con servicio de recepción de señal de televisión vía satélite (SKY/DIRECTV). Todos los habitantes de esta comunidad se dedican a trabajar en su núcleo familiar, pues cuentan con negocios como abarrotes, máquinas de videojuegos, rockolas, etc. Además que en semana santa hacen negocios con los visitantes que llegan a apreciar la representación católica de la iglesia de la virgen de la candelaria.

Los totorames fueron grupos sedentarios dedicados a la agricultura y la pesca con una organización política muy marcada.
La agricultura era una actividad que realizaban aprovechando el agua del río y la de temporada lluvias, generalmente sembraban dos veces al año. La forma de sembrar la tierra era parecida a la de todas las tribus de la región del noroeste de México, sus principales cultivos eran el maíz, la calabaza, el frijol, el algodón y el tabaco.
Las sementeras las hacían cerca de las casas y utilizaban el tradicional sistema de roza que consistía en limpiar los montes de árboles y zarzales, ya limpias las parcelas cavaban unos hoyos con palos y en ellos depositaban la semilla del maíz o cualquier grano. Otra forma de tener alimentos era la recolección de frutos silvestres.
Desde tiempos remotos se han dedicado al cultivo de maíz y frijol principalmente. También, en algunos casos, a la crianza de cerdos y ganado vacuno. El gobierno local y federal ha apoyado con recursos económicos a esta comunidad, por lo que la mayoría de dedica a actividades laborales honestas.
Otro recurso al cual se dedican es a la fabricación de ladrillos y tejas (las cuales por su consistencia y buena fabricación pueden durar hasta más de 40 años).
También se destaca por su participación en el mundo de la música, pues Sinaloa es cuna de grandes músicos e intérpretes. Pedro Infante, de Mazatlán, Guamúchil y El Rosario, así como Matatán fue cuna de la grande Lola Beltrán. Matatán, también es cuna de las grandes bandas. Mazatlán igual lo es. Cerca de ahí, en Rosario, Sinaloa (15 minutos por carretera) se llevan a cabo: Feria local de Primavera. Comercial, industrial, agrícola, ganadera, artesanal y de fruticultura. Las principales industrias de esta población son la pesca y la extracción de grasas, así como la producción de fertilizantes y de frutas, legumbres y salsas picantes enlatadas. Rosario se encuentra a 68 km. de Mazatlán y a 20 de las hermosas playas sinaloenses.
Conocimientos empíricos (herbolaria)	
Se tienen muchos conocimientos en el uso de la herbolaria. Eucalipto para los dolores de estómago, alcanfor para el dolor de oído, la chaya para la diabetes, la sábila para el acné o para el crecimiento de pelo. Etc.
	
Una de las tradiciones que aún se conserva es la del grupo de Los Matachines, estos siguen participando con sus atuendos originales en las fiestas religiosas que estas se celebran el 2 de febrero en honor de la Candelaria. La persona con más edad a la que entrevistamos nos comentó que hasta ahora este grupo sigue conservando su disciplina y respetando las jerarquías.
Antes cuando moría alguien, le ponían una cruz en su ataúd, con la finalidad de que muriera en paz. La gente acostumbra contar cuentos de espantos en la banqueta de sus casas. Es común ver todos los días a la gente por las tardes, sentadas, platicando sobre historias. Sus habitantes tienen por costumbre dejar las puertas abiertas de sus casas. Cualquier visitante que venga en buen plan a esta comunidad será bien recibido. De igual manera se podrá asistir en las casas, ya que sus habitantes son gente sincera, de bien, que gusta recibir a las personas con una sonrisa en su cara. Sus clásicas leyendas son las de aparecidos, la llorona, historias de espantos, etc. Como en esta comunidad existen cuevas con vestigios indígenas, se cuenta que por su difícil acceso muchas personas se han perdido. (Cosa que no se ha comprobado). Existen yacimientos de oro, que también han sido temas para historias de espantos y envidias.
	
Los antiguos señoríos fueron desarrollados con una cultura profano-religiosa mezclada con las formas de explotación agraria y el ejercicio del poder que aún predomina en nuestro país.
En 1852 los distritos se subdividen en jefaturas políticas y ayuntamientos, este sistema cambia para 1861, año en que se instalan las prefecturas y se decreta una nueva Ley de municipalidades.
El distrito de Rosario empieza a definir su división interna instalando una municipalidad en la cabecera del distrito sede también de la prefectura; dicha municipalidad se conformaba con alcaldías en Rosario, que a su vez congregaba las celadurías de Potrerillos, Mariscal, Higueras, Zopilote, Beltranes Ochoas, Vado Hondo, Ponce y Rincón de Chilillos. La municipalidad de Chametla con cabecera en el poblado de su nombre, contaba con celadurías en Agua Verde, Apoderado, Pozole y el Zorrillo; la municipalidad de Cacalotán, con la alcaldía de su nombre reunía las celadurías de San José, Chile, Tamarindo y Copales; la alcaldía de Matatán, con cabecera en ese pueblo y celadurías de Otatitán, Jalpa, Saucito, Maloya, Estancia, Santa María y la Laguna, y la municipalidad de Escuinapa, con una alcaldía en la cabecera en ese pueblo y celadurías en Palmito y la Agachada y la alcaldía de Concepción, formada únicamente por el pueblo, no contaba con celadurías.
En 1880 las prefecturas pasaron a ser directorías políticas, por lo que los ayuntamientos automáticamente pasaron a denominarse como tales. Los límites internos del distrito de Rosario, no sufrieron modificaciones ante el crecimiento de sus pueblos serranos, por el contrario fue un aumento lento, el cual era determinante para decretar las categorías. Así fue como hasta 1899, se forma con varias celadurías, la alcaldía de Potrerillos, y en 1906, la cabecera de la alcaldía de Plomosas, se cambia al poblado de Colomos; Plomosas pasó a ser una celaduría de esa alcaldía.
En 1912 se emite el decreto No. 21, cuya ley implanta el nuevo sistema de gobierno interno, o sea las municipalidades libres. Es hasta 1915, cuando legalmente se suprimen las directorías políticas cuando entra en vigor dicha ley. Rosario con sus límites de distrito, se erige municipio libre por decreto publicado en el diario oficial el 8 de abril de 1915. El 7 de septiembre de ese mismo año, Escuinapa queda segregada de su territorio y pasa a formar parte de la división territorial de Sinaloa con el carácter de municipio.
	
El tejido de mantas finas, el trabajo de la palma con la cual hacían, canastos para la recolección, sillas, sombreros, sopladores, etc., son actividades que aún se conservan en la comunidad.
El tejido de manta, El trabajo con la palma, del cual son famosos, puesto que en los eventos de artesanías populares del estado de Sinaloa se han caracterizado por ser unos de los mejores, hasta históricamente hablando. También se caracterizan por hacer muebles de ocote y cedro tejidos a mano, así como las muy populares obras de canastos, sillas para infantes, sombreros, petates, etc. La fabricación de tejas y ladrillos. Los que venden a precios bastante accesibles.
También son excelentes en la construcción de casas tipo antiguo. Los techos de sus casas son altos, lo que en tiempo de calor las hace frescas. Estos están hechos con muros de madera atravesados, cubiertos con teja que ellos mismos fabrican. Se sabe de casas que tienen más de 70 años de construcción, que a pesar del tiempo, no han sufrido ningún daño físico, ni modificación. En lo que respecta a este municipio la influencia de los totorames fue extraordinaria, habitaban la región del Río Piaxtla hasta Nayarit, considerándose la capital de éste como reino de Chiametla. Así mismo pero en menor grado, otras tribus muy aguerridas conocidas como xiximes y acaxes habitaban las inmediaciones de la sierra entre Sinaloa y Durango.
Por aquel tiempo la tribu de los totorames se dedicaban a construir ídolos de barro y construían sus chozas de lodo y vara en las faldas de los cerros, en las orillas de los arroyos o en las cumbres de las cordilleras. Tuvieron un asentamiento llamado Amololoa que en la lengua pinut significa “tierra de víboras”, encontrando en la actualidad restos de su gran cultura. Podemos localizar también su huella en grandes piedras labradas que se pueden observar en los márgenes de arroyo del Zapotillo. 
Los totorames, que se dedicaban al cultivo del maíz, frijol, maguey, etc., vivían en constante lucha contra los xiximes y acaxes, que bajaban de la sierra a quitarles sus cosechas; este reino, el de los totorames, se vio opacado con el paso de las caballerías de Don Nuño Beltrán de Guzmán.
	
Las más grandes manifestaciones culturales de este pueblo siguen vivas a través de la música junto al movimiento corporal y equilibrado, y las definidas coloraciones del vestuario ejecutada con instrumentos autóctonos de sonidos naturales que llegan al firmamento musical de Matatán como al infinito. La textura de los sones matatecos son el arte de combinar los sonidos con el tiempo.
Nuño de Guzmán, primer conquistador de tierras sinaloenses, después de fundar San Miguel de Navito, envió al Capitán Cristóbal de Barrios a poblar a fines de 1531, Chametla, pueblo de indios que había dejado incendiado a su paso. El capitán Barrios instala en la Villa, que llamó del Espíritu Santo, una alcaldía mayor como autoridad máxima, deja 23 repartimientos, sin embargo, en 1536 la villa quedó totalmente despoblada por los continuos ataques indígenas.
En 1565, con la llegada del capitán Francisco de Ibarra, se inicia una nueva y definitiva colonización. Ibarra pacifica a los indígenas, funda la Villa de San Sebastián hoy Concordia y los reales de Pánuco, Charcas y Copala, y repuebla a Chametla; deja para su gobierno y vigilancia a Don Hernando de Trejo, a Miguel Ruiz como Justicia Mayor, y a Francisco Muñoz de Juez.
La lista de pobladores de Chametla se encuentra mezclada con los primeros pobladores de San Sebastián, pero en esas dos poblaciones se asentaron 13 familias y 14 hombres solteros. En las minas de Cacalotán y Maloya se instalaron los mineros Juan Martín, Francisco López de Viera, Baltazar de Fonseca, Miguel Hernández, Diego Velázquez, (casado) y Juan Bernardo de Quiroz, Pedro Burgueño y Hernando de Carpio, (solteros). En el Valle de Santa Bárbara, se le entregaron estancias de ganado mayor a Bartolomé Delgado, Antonio de Urbaneda, Pedro Sánchez de Chávez, Pedro Sánchez de Fuensavida, Juan Sánchez de Ulloa, Pedro de la Cruz, al sacerdote Cristóbal Muñoz y al capitán Diego de Morales; algunos de ellos también fueron acreedores a un lugar para siembra de maíz como Antonio de Urbaneda, a Sánchez de Ulloa, a Delgado y al Padre Muñoz, así como a Luis de Salvatierra, Andrés Cordero y Domingo de Larrea.
Su comunidad tiene muchas tradiciones, entre éstas, podemos encontrar, la de la Semana Santa (crucifixión de cristo), pastorelas, matachines. 
También se destaca por su participación en el mundo de la música, pues Sinaloa es cuna de grandes músicos e intérpretes. Pedro Infante, de Mazatlán, Guamúchil y El Rosario, así como Matatán fue cuna de la grande Lola Beltrán. Matatán, también es cuna de las grandes bandas. Mazatlán igual lo es. También de grandes personajes de la política, como el Lic. Francisco Javier Luna Beltrán, cuya lucha en bien de las comunidades ha sido punta de batalla para la mejora de la calidad de vida y de servicios para sus habitantes, así como de forjadores de la educación como el Profr. José Romero Alzate, muy querido por la comunidad rosarense, quien hizo obras a favor de la comunidad educativa, instalación de oficinas de correos, mejoramientos físicos a escuelas, bibliotecas, etc.
Las fiestas se amenizan con música de tambora y popular ranchera, nada de música de narcotráfico, ni narcocorridos. La gente es respetuosa con los visitantes.